# Aspidelaps lubricus
Il serpente corallo del Capo (Aspidelaps lubricus Laurenti, 1768) è un serpente della famiglia degli Elapidi, diffuso in Sudafrica e Namibia.

## Descrizione
Questo serpente mostra adattamenti alla vita sotterranea come muso largo e rotondeggiante, estremità della coda ottusa, squame lisce. 
Gli occhi hanno pupilla verticale.
La taglia di questa specie si aggira mediamente sui 40 cm, fino a 70 di lunghezza massima.

## Distribuzione e habitat
Aspidelaps lubricus è diffuso in Sudafrica, in Angola ed in Namibia  in zone aride, spesso rocciose..

## Biologia
Passa gran parte del suo tempo sotto le pietre o all'interno di buchi, da cui esce di notte per cacciare.

### Alimentazione
Si ciba soprattutto di altri rettili che sorprende nel sonno.

## Veleno e tossicità
Si tratta di una specie considerata non molto pericolosa, anche se può mettere in pericolo di vita persone deboli per età o per cattive condizioni di salute. Abbastanza aggressivo, spesso però attacca a bocca chiusa. Non esiste alcun siero specifico.